# Billy Gibbons
Billy Gibbons (* 16. Dezember 1949 in Houston, Texas als William Frederick Gibbons) ist ein US-amerikanischer Bluesgitarrist und -sänger, der vor allem durch die Band ZZ Top bekannt wurde. Der Rolling Stone wählte ihn auf Platz 32 der 100 größten Gitarristen aller Zeiten.

## Leben

### Jugend
Billy Gibbons wuchs in einem gutsituierten Haushalt auf, in dem sowohl klassische als auch Country-Musik gehört wurde. Sein Vater arbeitete als Pianist und Dirigent für Metro-Goldwyn-Mayer, ein Cousin seines Vaters war der berühmte Szenenbildner Cedric Gibbons. Über einen Auftritt von Elvis Presley in der Ed Sullivan Show entdeckte er den Rock ’n’ Roll für sich. Verstärkt wurde diese Vorliebe durch andere Rock-’n’-Roll-Musiker wie Little Richard, aber auch durch den Bluessänger Jimmy Reed.
Zu Weihnachten 1963 bekam Gibbons seine erste Gitarre geschenkt, eine Gibson Melody Maker, und dazu den Champ-Gitarrenverstärker von Fender. Dies führte dazu, dass er mit 14 seine eigene Band gründete (The Saints).
Im zweiten Drittel der 1960er trat er als Gitarrist der Rockband „The Coachmen“ bei, die von Bands wie Jefferson Airplane und The 13th Floor Elevators, aber auch von Jimi Hendrix inspiriert waren. Aus „The Coachmen“ wurde die Band „Moving Sidewalks“.

### Moving Sidewalks
Moving Sidewalks war eine Psychedelic- und Bluesrockband, die als Vorgruppe bei Hendrix’ erster Amerikatour auftrat. Hendrix wurde einer der ersten Förderer von Gibbons für die US-amerikanischen Küstengebiete.
1968 gab die Band ihr erstes Album „Flash“ über das Label Tantara Records (später über Akarma Records als CD) heraus. Die davon ausgekoppelte Single „99th Floor“ erschien noch im selben Jahr und wurde genauso wie die Singles „Need Me/Every Night A New Surprise“ und „I Want To Hold Your Hand“ auf diversen Samplern verwendet.
Moving Sidewalks blieb eine lokale Band und löste sich bald nach dem ersten Album 1969 auf.

### ZZ Top

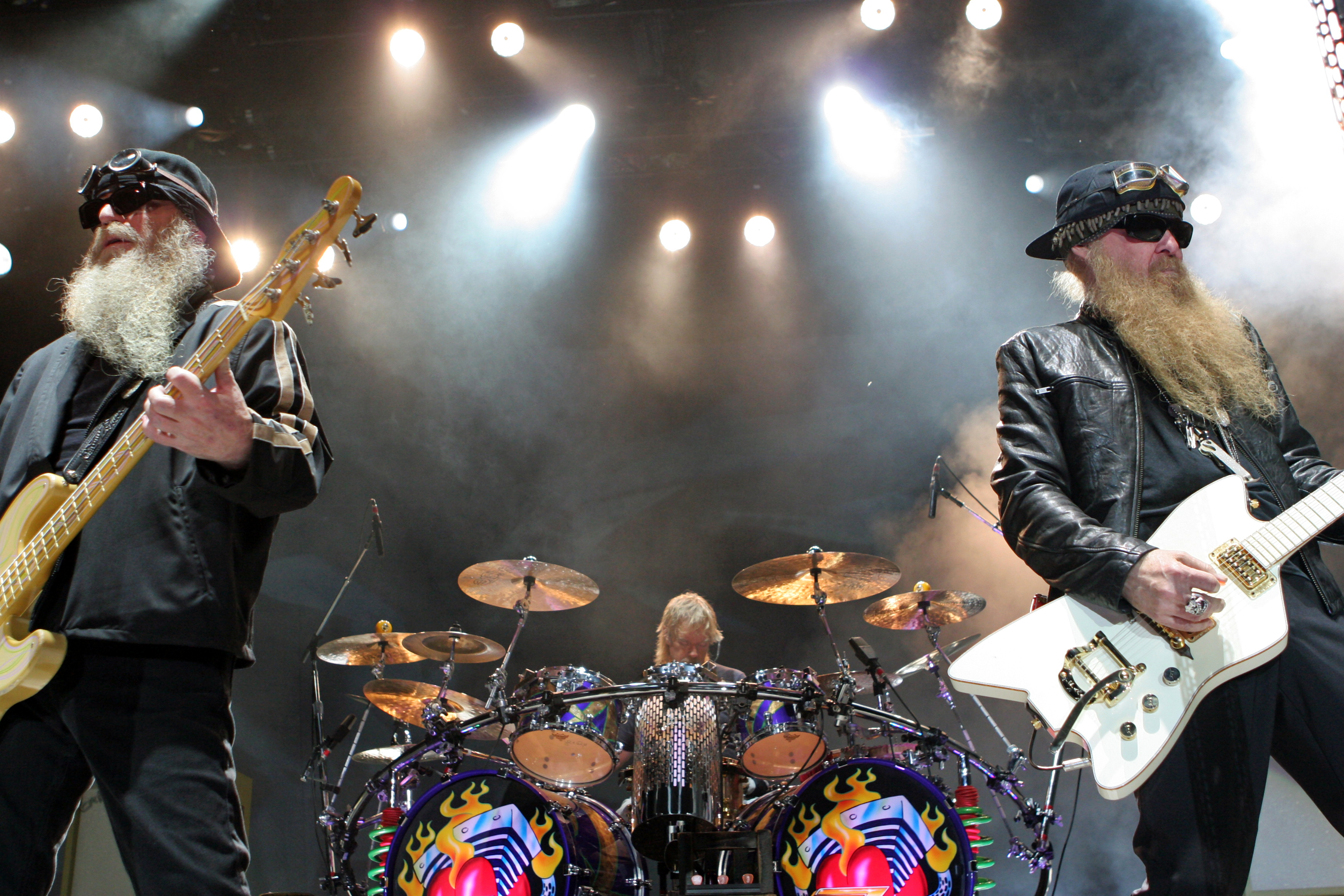
Links Dusty Hill, rechts Billy Gibbons, im Hintergrund Frank Beard

Mit zwei ehemaligen Mitgliedern der Moving Sidewalks gründete Gibbons 1969 eine neue Band mit dem Namen ZZ Top. Als Musikstil entschied man sich für Bluesrock, Texas Blues und Southern Rock. Nach ersten musikalischen Gehversuchen wurden die Gründungsmitglieder Billy Etheridge und Dan Mitchell durch Frank Beard (Schlagzeug) und Dusty Hill (Bass, zweiter Sänger; † 27. Juli 2021) ersetzt. Seitdem war ZZ Top in dieser Besetzung aktiv.
Innerhalb der nächsten sechs Jahre gab die Band fünf Alben heraus: Das erste Album ZZ Top’s First Album erschien im Januar 1971 bei Warner Bros. Records, bei dem die Band bis 1990 ihre Alben veröffentlichten.
Bis 1976 wurde ZZ Top zu einer der meistverkauften Rockbands ihrer Zeit; dennoch machte die Band bis 1979 eine Pause. Die folgenden Alben waren moderner, und die Band mischte elektronischen Sound mit ihrem normalen Stil.
Bis zu dem Verkauf ihres international erfolgreichen 1983er Album „Eliminator“ ließen Gibbons und Hill sich ihre langen Bärte wachsen, die ebenso Markenzeichen der Band wurden wie Gibbons’ 1933er Ford Coupé, die langbeinigen Frauen in ihren Musikclips und die große Anzahl verschiedener Gitarren und Bässe bei Liveauftritten. Einige Songs der Band gehören zu den meistgespielten Musikclips bei MTV.
Mit dem 1994 erschienenen Album „Antenna“ wechselte ZZ Top mit einem besser dotierten Vertrag zu RCA Records, wo sie insgesamt vier Alben veröffentlichten.
2004 wurde Gibbons mit seinen Bandkollegen in die Rock and Roll Hall of Fame aufgenommen.
Fünf Jahre nach ihrem letzten Album erschien 2008 das fünfzehnte Album „Live from Texas“, diesmal bei Eagle Records.

### Soloalben
Der Gitarrist veröffentlichte bisher drei Soloalben: Perfectamundo erschien 2015 und enthielt Rockmusik mit starken Einflüssen kubanischer Musik. 2018 veröffentlichte er das Blues-Album The Big Bad Blues. Das dritte Soloalbum mit dem Titel Hardware erschien am 4. Juni 2021.

### Gastbeiträge
Gibbons ist ein gefragter Gastmusiker bei Studioaufnahmen. So spielte er mit B. B. King auf dessen 1974er Album „Friends“. 2002 erschien das Album „Lovesick, Broke and Driftin'“ von Hank Williams III, bei dem er ebenfalls Gitarre spielte. 2005 beteiligte er sich an Vivian Campbells Album „Two Sides of If“. Ebenfalls 2005 spielte er den Song „Burn the Witch“ für das Album „Lullabies to Paralyze“ von Queens of the Stone Age ein. Im selben Jahr spielte er auf dem Album „All the Right Reasons“ von Nickelback. Zusammen mit Revolting Cocks nahm er deren 2006er Album „Cocked and Loaded“ auf. Weitere Musiker, mit denen Gibbons arbeitete, waren Les Paul, Kid Rock, John Mayall, Gov’t Mule, Luis Fonsi, The Raconteurs, Lou Reed, Ronnie Dunn sowie Dion DiMucci.

### Film und Fernsehen
Neben seiner rein musikalischen Karriere ist Gibbons seit Anfang der 1980er mit der Filmszene verbunden. Von 1982 bis 2007 steuerte er (und auch ZZ Top) etliche Songs zu Soundtracks bei, so z. B. zu Ein Offizier und Gentleman, Die Sieger – American Flyers, Knight Rider, Stephen King’s The Stand – Das letzte Gefecht, Shang-High Noon, Die Sopranos, From Dusk Till Dawn und Ghost Rider.
Darüber hinaus hatte Billy Gibbons selber Auftritte im Fernsehen. In der Serie Bones – Die Knochenjägerin spielt er den Vater von Angela Montenegro, einer der Hauptfiguren der Serie. In der Folge „Gumby with a Pokey“ (Staffel 7) von Two and a Half Men treten Gibbons und der Rest von ZZ Top als Halluzination, welche durch Marihuana ausgelöst wurde, auf. Einen der Stadtbewohner spielt er in der Serie Deadwood.
Im Film Zurück in die Zukunft III stellt er zusammen mit seinen Bandkollegen eine Band auf dem Dorffest dar. Einen ähnlichen Cameoauftritt hatte die Band auch bei Ellen. Weitere Auftritte hatte Gibbons bei Mother Goose Rock ’n’ Rhyme und SmackDown.
In der musikalischen Talentshow StarTomorrow war Gibbons einer der vier Juroren.

### Privat
Billy Gibbons ist seit Dezember 2005 mit Gilligan Stillwater verheiratet. Er besitzt eine Sammlung hochwertiger Hot Rods, die auch in verschiedenen Videos der Band zum Einsatz kommen.

## Instrumente
Billy Gibbons spielt verschiedene Gitarrenmodelle, so z. B. Fender Telecaster, Gibson Les Paul Sunburst sowie Gibson Explorer. Während der 2005er Whack-Attack-Tournee spielte Gibbons eine Gretsch Jupiter Thunderbird Billy Bo, ein Modell, das die Firma zuvor nur dreimal für Bo Diddley gebaut hatte.
Seit 2015 spielt er das Modell Trapezoid des Herstellers Helliver aus Münster.

## Diskografie
Mit ZZ-Top: siehe ZZ Top/Diskografie
| Titel             | Anmerkungen                                                                                             |
| ----------------- | --- |
| Perfectamundo     | Erstveröffentlichung: 6. November, 2015 Label: Concord Format: digital download, streaming, CD          |
| The Big Bad Blues | Erstveröffentlichung: 21. September, 2018 Label: Concord Format: Digital download, streaming, CD, Vinyl |
| Hardware          | Released: June 4, 2021 Label: Concord Format: Digital download, streaming, CD, Vinyl                    |

| Titel               | Jahr | Album          |
| ------------------- | ---- | -------------- |
| „Hot Rod“           | 2019 | - Ohne Album - |
| „West Coast Junkie“ | 2021 | Hardware       |
| „Desert High“       | 2021 | Hardware       |
| „My Lucky Card“     | 2021 | Hardware       |

| Titel              | Jahr | Album                |
| ------------------ | ---- | -------------------- |
| „Honky Tonk Stomp“ | 2009 | #1s... and Then Some |